# Kastell Altrip

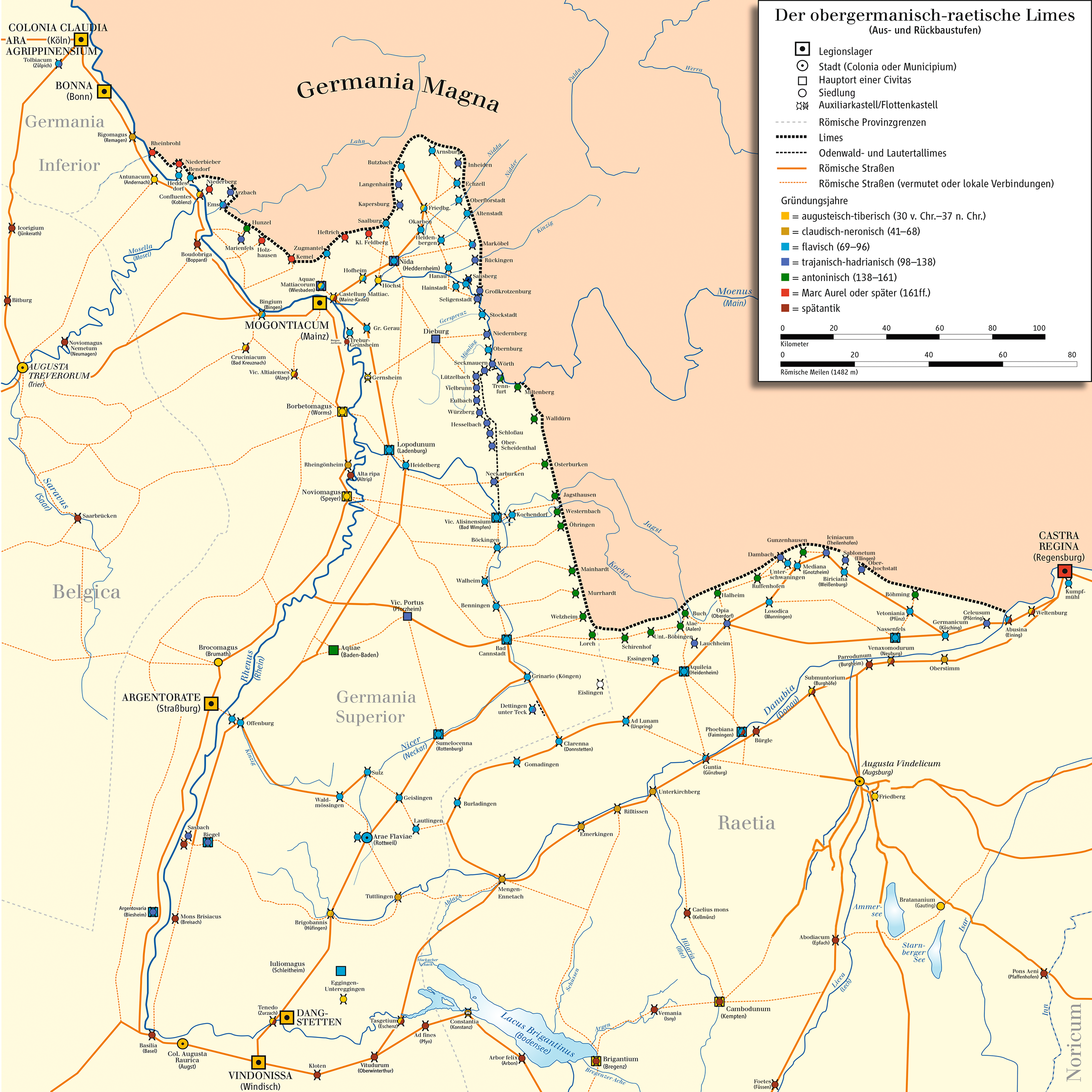
Lage von Alta Ripa am obergermanisch-raetischen Limes

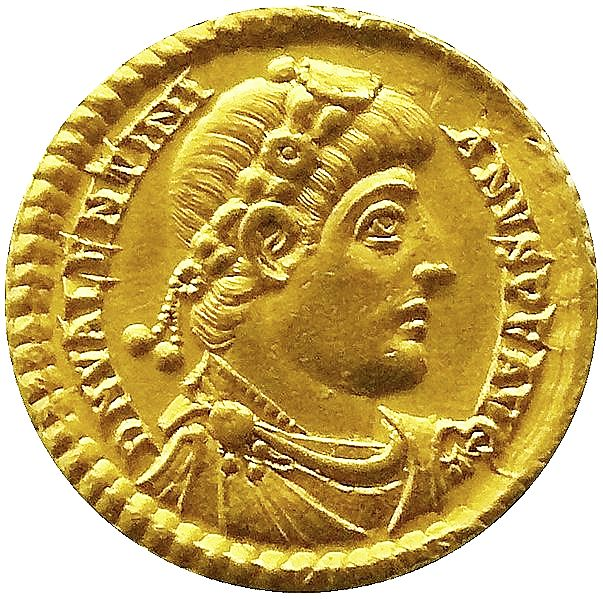
Solidus Valentinian I.

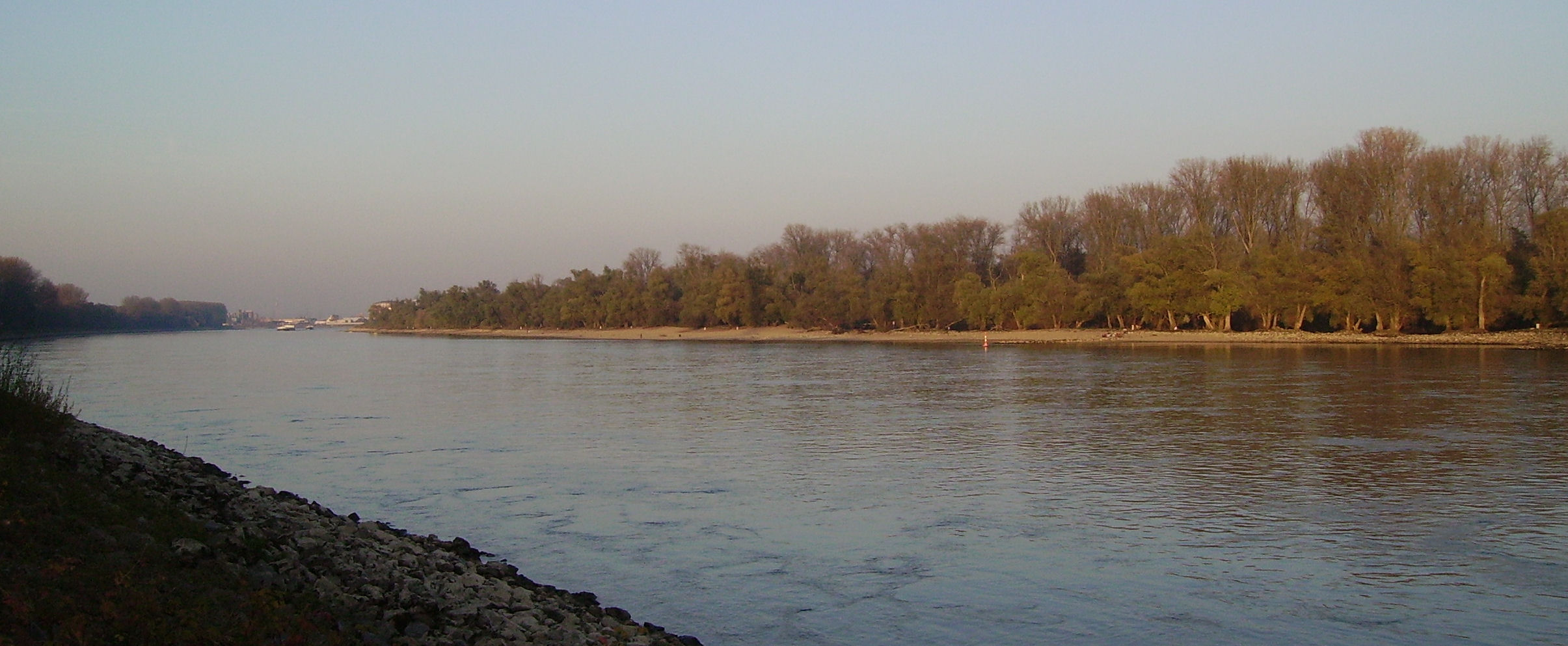
Der Rhein bei Altrip

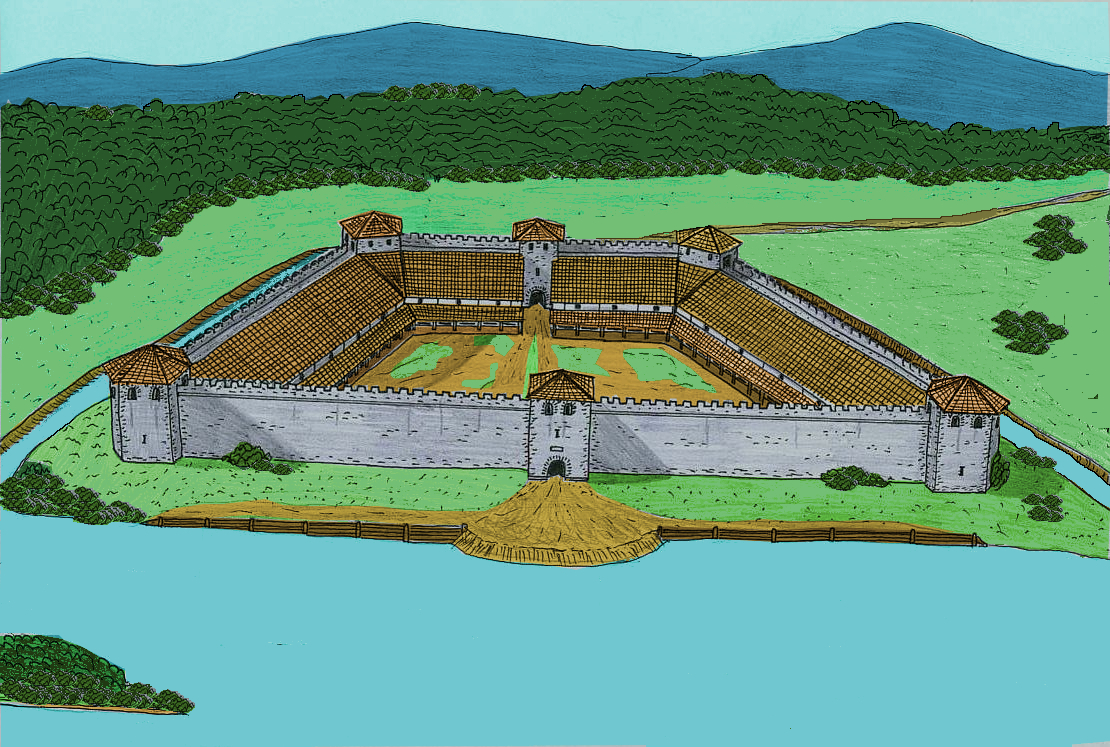
Rekonstruktionsskizze des Kastells, Ansicht von Osten

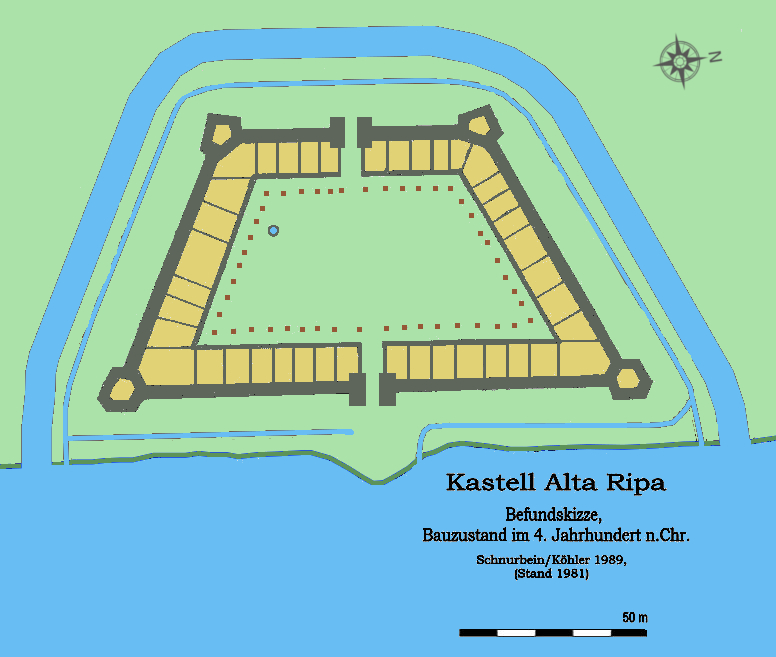
Befundskizze des Kastells, Grabungsstand 1981

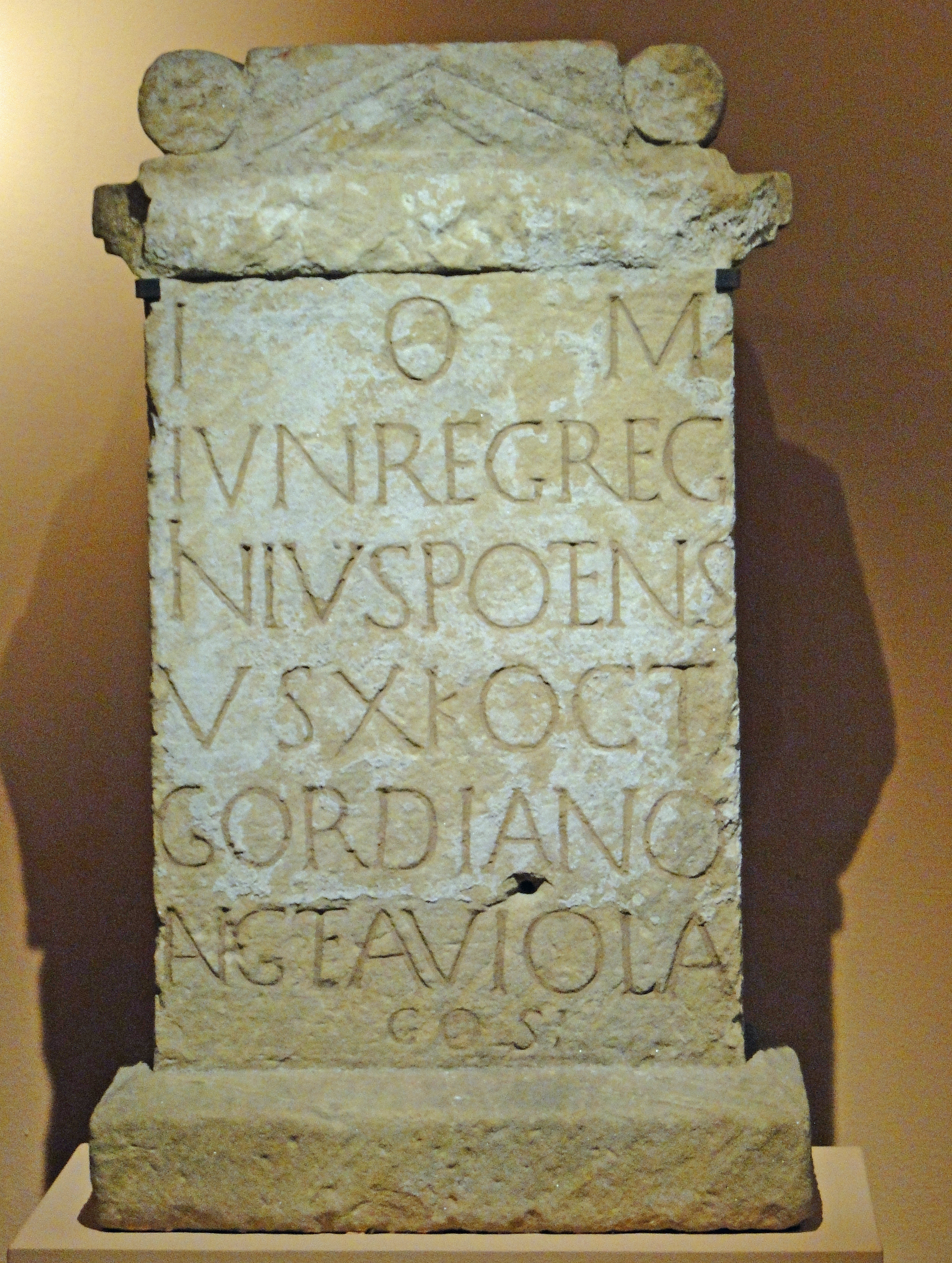
Weihealtar für Jupiter und Juno von 239 aus Altrip

Kastell Altrip ist ein spätantikes Kastell des Rheinlimes auf dem Gebiet der Gemeinde Altrip, Rhein-Pfalz-Kreis, in Rheinland-Pfalz (Deutschland). Das Lager war Teil des letzten massiven Verstärkungs- und Ausbauprogramms des Rheinlimes unter Valentinian I. und wurde in der zweiten Hälfte des 4. Jahrhunderts n. Chr. gegründet. Alta Ripa ist ein gutes Beispiel für die valentinianischen Befestigungsanlagen in der Spätphase des Rheinlimes. Es kontrollierte – gemeinsam mit zwei kleineren Burgi – die Reichsgrenze am Zusammenfluss von Rhein und Neckar.

## Name
Die antike Bezeichnung alta ripa (= „hohes Ufer“), die wohl auf die Lage des Kastells auf einer Schwemmlandterrasse zurückzuführen ist, hat sich bis heute im Ortsnamen erhalten. In einer Lobrede (Panegyrikus), die Quintus Aurelius Symmachus um Neujahr 370 vor dem Kaiser gehalten hat, wird auch ein „…Ufer, dem seine Höhe den Namen gegeben hat…“ erwähnt. Alta Ripa wird weiters in der Notitia dignitatum als Garnisonsstandort und noch einmal im 438 veröffentlichten Codex Theodosianus als Ort der Verkündung eines Gesetzes vom 19. Juni 369 genannt.

## Lage und Topographie
Das Kastell gehörte zum Verwaltungsbereich der römischen Provinz Germania prima und wurde unmittelbar am linken Ufer des Rhenus (Rhein) auf einem Schwemmlandplateau errichtet. Der Nicer (Neckar) mündete zu jener Zeit in mehreren Armen in den Rhein. In römischer Zeit bildete der Rheinverlauf um Altrip eine nach Nordosten vorspringende Halbinsel mit einem Hochufer, die auf eine rechtsrheinische Geländeschwelle bei Rheinau stieß. Diese Engstelle war eine leicht zu passierende Übergangsstelle an dem sonst stark mäandernden Rhein mit seinen dicht bewachsenen Inseln sowie großflächigen und sumpfigen Auwäldern an den Uferrändern.

## Funktion
Die Garnison des Kastells überwachte – zusammen mit den Besatzungen von zwei Burgi auf einer Flussinsel beziehungsweise am gegenüberliegenden Rheinufer – das Umland und die Mündung des Neckars in den Rhein. Die Grenzbefestigungen sicherten hier eine Schlüsselposition, da die damalige hydrographische Situation mit zahlreichen Nebenarmen der beiden Flüsse eine schwer zugängliche Fluss- und Sumpfauenlandschaft bedingte, die nur bei Altrip einen relativ leicht zu befestigten und kontrollierenden Übergang zuließ.

## Forschungsgeschichte
In der zweiten Hälfte des 18. Jahrhunderts berichtet Pastor Georg Litzel in einem Brief von römischen Mauern im Rhein bei Altrip. Erste Untersuchungen auf dem Kastellgelände fanden im 19. Jahrhundert, in den Jahren 1835, 1842/1843, 1884–1887 unter Rudolf Harster (Historischer Verein der Pfalz) statt. Harster gelangte zu keinen wesentlichen Erkenntnissen über Ausmaß und genauen Zweck der Befestigungsanlage, da die mangelnde Unterstützung der Grundstückseigentümer, die zum Teil die Erlaubnis zu Grabungen verweigerten oder nur oberflächliche Untersuchungen zuließen, dies unmöglich machten. Im 20. Jahrhundert untersuchten ab 1910 Eduard Anthes, 1926/1927 bzw. 1932 Gerhard Bersu, Friedrich Sprater, Robert und Ignaz Baumann, 1961 Günther Stein und 1981 Helmut Bernhard das Areal.
Bei Bauarbeiten kamen seit 1835 immer wieder römische Artefakte zum Vorschein, die entweder an Antikensammler weiterverkauft wurden oder – wie im Fall eines Weihesteins (Tonsandsteinplatte, 82 cm hoch, 1,36 Meter breit und 27 cm stark) der Nemeter – in den Besitz des Mannheimer Altertumsvereins gelangten. Bei Niedrigwasserstand des Rheins ragten auch die Reste der beiden Burgi aus dem Flussbett hervor, ein Ereignis, das oft zahlreiche Schaulustige anlockte. 1887 kam in einem Garten die antike Statue eines Jünglings zum Vorschein. Nach Analyse der Forschungsergebnisse von Rudolf Harster erkannte Eduard Anthes 1917 in den Überresten schließlich das spätrömische Kastell.
Besonders die beiden Grabungskampagnen unter Gerhard Bersu, von 1926/1927 und 1932, erbrachten durch Setzung von 98 Grabungsschnitten bedeutende Fortschritte in der Erforschung des Altriper Kastells. Da die Anlage unter dem östlichen Rand des dicht verbauten Ortszentrum lag, konnten die Stichgrabungen aber nur in einigen Höfen und Hausgärten durchgeführt werden. Sowohl der Umfang der Anlage als auch ihr ungewöhnlicher Grundriss erregten in der Fachwelt bald großes Aufsehen. An der dem Rheinufer zugewandten Kastellseite konnte auch ein Werkplatz der römischen Steinmetze entdeckt werden, die hier Spolien, wie zum Beispiel das obere Mittelstück einer geschuppten, 2,20 Meter langen Jupiter-Gigantensäule, Altäre, Quadersteine von Vorgängerbauten etc., für ihre Weiterverwendung grob zurichteten. Eine damals im Kastell aufgefundene Bronzelampe in Gestalt einer Taube wird als frühchristliches Fundstück betrachtet. Im Laufe seines Bestehens wurde das Lager vermutlich auch immer wieder von Hochwasserereignissen heimgesucht. Bersu musste schließlich aufgrund seiner jüdischen Abstammung die Arbeiten vor Ort einstellen und sich für die Dauer des Krieges nach England in Sicherheit bringen. Die Befunde der Ausgrabungen dieser Jahre wurden nach Berlin gebracht, gingen aber später durch die alliierten Bombardierungen der Stadt zwischen 1939 und 1945 wieder verloren.
Anfang der 1960er Jahre boten Kanalschachtarbeiten die Chance für neue Untersuchungen im Kastellareal. Vom 16. Oktober bis zum 8. Dezember 1961 konnte Günter Stein auf 78 Meter Länge – von der Reginostraße bis zum Kriegerdenkmal – einzelne Sondierungsgrabungen vornehmen. Diese vom Staatlichen Amt für Vor- und Frühgeschichte der Pfalz initiierten Grabungen wurden auch von Mitarbeitern der Römisch-Germanischen Kommission des Deutschen Archäologischen Instituts und der Deutschen Forschungsgemeinschaft unterstützt. Ziel war, die Ergebnisse, die seit 1884 gewonnen worden waren, zu überprüfen und gegebenenfalls zu ergänzen. Hierbei konnten vor allem Mauerreste der Innenbebauung, die Pfahlgründungen des Fundamentes und antike Gebrauchskeramik entdeckt werden. Es gelang auch der Nachweis, dass hier schon vor dem spätantiken Kastell eine römische Siedlung (vicus) existierte. Reste eines mit Ziegelplatten ausgelegten Bodens, der Fund von tubuli (Hohlziegeln), Ziegelpfeilern bzw. Ziegelplatten und von bemaltem Wandputz wiesen auf eine villa rustica (römischer Gutshof) oder ein Gebäude eines vicus hin. In Höhe der Pfarrkirche wurde in der Straßenmitte der über vier Meter tiefe Kastellbrunnen entdeckt. Aus diesem wurden 1700 Jahre alte Holzfragmente geborgen und konserviert. Zudem konnten auch Gebäudereste und ein Gräberfeld aus der Merowingerzeit freigelegt werden. Anlässlich der Grabung von 1981 lokalisierte Helmut Bernhard auch das Osttor.

## Entwicklung

### 4. Jahrhundert
Zur Zeit der Usurpation des Magnentius kam es zwischen den Jahren 352 und 353 zu verheerenden Einfällen der benachbarten Germanenstämme. Die Alamannen eroberten dabei das Gebiet zwischen Hochrhein und Nava (Nahe). Weiter im Norden drangen die Franken vor, die gesamte Niederrheinprovinz Germania secunda mit ihrer Hauptstadt Colonia Claudia Ara Agrippinensium (Köln) wurde überrannt, selbst die Kaiserresidenz Augusta Treverorum (Trier) war von den Angriffen betroffen. Auch alle Orte in der Rheinebene und die Höhensiedlungen des Pfälzer Waldes wurden weitgehend zerstört und ausgeplündert. Erst um 357 gelang es dem Caesaren (Unterkaiser) des Westreichs, dem späteren Kaiser Julian, die Germanen wieder aus dem Reichsgebiet hinauszudrängen.
Die stetigen Übergriffe zwangen die Römer zum Aufbau einer tiefer gestaffelten Grenzverteidigung. Um 369 wurde der Mittelteil der Rheingrenze mit zusätzlichen Wachtürmen und Festungen, darunter auch Alta Ripa, noch einmal verstärkt. Diese Befestigungen konnten noch für 40 Jahre für eine relative Stabilität an der Rheinfront sorgen. Im Jahr 368 führte Valentinian I. von hier aus zwei Feldzüge in das Neckargebiet. Der Kaiser hielt sich vermutlich auch 369 für kurze Zeit im Gebiet von Altrip auf, um den Fortschritt der – sich hier besonders schwierig gestaltenden – Baumaßnahmen zu überwachen. Die Bauarbeiten am Ländeburgi (siehe unten) – so die zeitgenössischen Chronisten Ammianus Marcellinus und Quintus Aurelius Symmachus – dürften durch den Kaiser sogar persönlich beaufsichtigt worden sein. Über die Bauarbeiten im Raum Altrip und Neckarau berichtet Ammianus folgendes:

„Als er dann bedachte, dass das hohe und sichere Bollwerk – zu dem er selbst vom Entwurf an den Grund gelegt hatte – allmählich durch den mächtigen Andrang der Wellen unterwühlt werden könne – denn der Neckar fließt daran vorbei – beschloss er, die Hauptströmung abzuleiten. Er ließ erfahrene Wasserbaumeister kommen sowie eine gut ausgerüstete Abteilung seiner Truppen und ging an das schwierige Werk. Viele Tage lang wurden nämlich Einbauten, die man aus Eichenholz zusammengefügt und in den Fluss gelassen hatte und neben denen gewaltige Pfähle in den Grund gerammt waren – was oft wiederholt werden musste – durch das aufgestaute Wasser durcheinander geworfen und gingen, von der Gewalt der Strömung fortgerissen, verloren. Trotzdem siegte der erhöhte Eifer des Kaisers und die Mühe seiner disziplinierten Soldaten, die während der Arbeit oft bis zum Kinn im Wasser standen. Endlich wurde, nicht ohne Lebensgefahr einzelner Leute, die Grenzfeste der Unruhe des drängenden Stromes entzogen und steht nun stark und sicher da.“

### 5. Jahrhundert
401 drangen die Westgoten unter Alarich in Italien ein. Daraufhin war der römische Heermeister (magister utriusque militiae) Stilicho gezwungen, die meisten Grenztruppenverbände im Norden zum Schutz des weströmischen Kernlandes abziehen. Der Limes der Rheingrenze hatte sich nach diesem enormen Aderlass praktisch aufgelöst. Am Jahreswechsel 406/407 konnten deswegen die Alanen zusammen mit Sueben und Vandalen ungehindert den Strom bei Mogontiacum (Mainz) überschreiten, es zerstören und alle Kastelle zwischen Bingen und Seltz niederbrennen; die Zivilstädte – wie Borbetomagus Vangiones (Worms) und Noviomagus Nemetum (Speyer) – wurden geplündert. Ob auch das Kastell durch seine Besatzung selbst oder im Zuge der oben beschriebenen Ereignisse zerstört wurde, lässt sich heute nicht mehr mit letzter Gewissheit sagen.
Die Römer waren nun nicht mehr in der Lage, die eingedrungenen Germanen wieder über den Rhein zurückzuwerfen. Die Stämme, die nicht weiter nach Gallien gezogen waren, setzten sich am westlichen Flussufer fest. Die Regierung in Ravenna machte aus der Not eine Tugend, verpflichtete die meisten von ihnen vertraglich als foederati und überließ den neuen Verbündeten die Verteidigung der Rheingrenze. Den Burgunden wurde um 413 der Abschnitt bei Borbetomagus zugewiesen, die Vertragsbedingungen beinhalteten neben der Bemannung der Grenzfestungen auch die Wiederherstellung der Wachtürme/Burgi. Das sich bald herausbildende, mehr und mehr nach Unabhängigkeit strebende Burgunderreich unter König Gundahar hatte aber nur kurzen Bestand. 436 setzte Aetius seine hunnischen Hilfstruppen in Marsch, die die burgundische Eigenständigkeit blutig beendeten. Diese Strafexpedition sollte später einen Teil des historischen Hintergrundes für das althochdeutsche Epos des Nibelungenliedes beitragen. Diejenigen, die dem Massaker entgangen waren, wurden um 443 zwangsweise an den Genfersee oder ins Tal der Rhone umgesiedelt.
In vielen Orten und Siedlungen lassen sich für die erste Hälfte des 5. Jahrhunderts noch Spuren einer Weiterverwendung der Kastelle durch die romanische Restbevölkerung und germanische Neusiedler nachweisen. Möglicherweise gab es vereinzelt auch noch eine (zumindest auf lokaler Ebene) funktionierende Verwaltung, aber die römische Herrschaft hatte sich zu dieser Zeit wohl schon größtenteils aufgelöst. Um das Jahr 455 verlieren sich auch die letzten Spuren römischen Lebens in der Vorderpfalz. Die Kastellruine wurde schließlich durch Steinraub zerstört. Selbst Teile der Fundamente wurden bis in eine Tiefe von vier Metern ausgerissen. Spätestens im 14. Jahrhundert dürfte das Kastell vollkommen verschwunden gewesen sein.

## Kastell
Gerhard Bersu bemerkte zu den baulichen Eigenheiten des Kastells folgendes:
„Das Ganze gibt ein Bild jenes, auf raffinierteste Weise ausgedachten, unter orientalischen Einflüssen stehenden spätrömischen Befestigungsbaues, dem gegenüber die römischen Kastelle der Limeszeit, wie etwa die Saalburg, schwächliche Beuten sind.“
Tatsächlich hatte das Altriper Lager mit seinen mittelkaiserzeitlichen Vorgängern nur mehr sehr wenig gemein. Die Anlage hatte die Form eines leicht verschobenen Trapezes mit vier polygonalen Ecktürmen sowie je zwei sich fast genau gegenüberliegenden, quadratischen und eintorigen Tortürmen an der West- und Ostseite und bedeckte eine Fläche von rund 5000 Quadratmeter. Die Ringmauer war 3,2 Meter breit, vermutlich bis zu acht Meter hoch und wohl mit einem durch Zinnen geschützten Wehrgang versehen. In ihr sind – wie in dieser Zeitperiode oft üblich – auch zweitverwendete Steinblöcke, sogenannte Spolien, Grabsteine oder Weihealtäre mit Inschriften und bildlichen Darstellungen, verbaut worden. Die zum Rhein ausgerichtete Ostseite der Befestigung wies eine Länge von 141 Meter auf. Das ganze Lager war zusätzlich an drei Seiten von einem neun bis zehn Meter breiten Wassergraben umgeben, dessen Wände durch Faschinen abgesichert waren. In die 16 Meter breite Berme war zusätzlich ein kleiner Drainagegraben eingetieft worden.
Die vermutlich mehrstöckigen Mannschaftsbaracken sowie Kommando- und Speichergebäude waren an der Rückseite direkt an die Umfassungsmauer angebaut worden. Dies sparte Platz und schützte die Bauten bei Belagerungen etwas besser vor Brandgeschossen. Bei den Ausgrabungen waren anhand ihrer Fundamente bis zu 40 Räume in vier Größenordnungen nachweisbar. Sie waren recht komfortabel ausgestattet, ihre Fußböden zum Teil sogar mit Ziegelplatten belegt. Auch Reste von Fußbodenheizungen und Wandmalereien waren noch erhalten. Neben den Mannschaftsunterkünften konnten unter anderem Verwaltungs-, Vorrats- und Speicherräume sowie Stallungen ihrer Funktion zugewiesen werden. Zwei größere Räume im Nord- und Südflügel dürften für die Verwaltung und als Quartier des Lagerkommandanten reserviert gewesen sein. Der – vermutlich gepflasterte – Innenhof war von Bebauung freigehalten worden, die regelmäßige Versorgung der Besatzung mit Trinkwasser war durch einen Brunnen in der Südwestecke sichergestellt.
Zur Befestigung gehörte auch eine Schiffsanlegestelle am Rheinufer, deren Stützpfosten gefunden werden konnten. Möglicherweise wurde der halbrunde Mittelteil der Uferböschung als Anleger künstlich aufgeschüttet.

## Garnison
Folgende Besatzungseinheiten sind für Alta Ripa bekannt:
| Zeitstellung           | Truppenname                                  | Bemerkung |
| ---------------------- | -------------------------------------------- | --- |
| 4. Jahrhundert n. Chr. | Milites Martensium („Die Soldaten des Mars“) | Die Martenser dürften unmittelbar nach Fertigstellung des Lagers hier ihr Quartier bezogen haben. Laut Truppenliste der Notitia dignitatum stellte diese Einheit, die von einem Präfekten kommandiert wurde und unter dem Oberbefehl des Dux Mogontiacensis stand, die Besatzungstruppe des Kastells. Vermutlich handelte sich dabei um eine Vexillation einer gleichnamigen legio palatina (Gardelegion), die Legio I Martia. Sie wurde unter Diokletian aufgestellt, ihr Name leitet sich vom Kriegsgott Mars ab, der auch der Schutzgott des Tetrarchen der westlichen Reichshälfte, Maximian, war. In den 350er Jahren wurden die Martenses im Zuge der Reichsteilung zwischen den Kaisern Valentinian I. und Valens in Iuniores- und Seniores-Einheiten aufgespalten. Die Milites Martenses könnten daher auch von den pseudocomitatensischen Martenses seniores/iuniores, die unter dem Befehl des magister equitum Galliarum standen, oder auch aus der Legio I Flavia Martis hervorgegangen sein. Die Martenses seniores finden sich in der Truppenliste des Magister militum per Orientem. |
| 5. Jahrhundert n. Chr. | foederati (Söldner)                          | Nach Auflösung des römischen Grenzschutzes am Oberrhein im frühen 5. Jahrhundert wurde das Kastell vermutlich von burgundischen Wehrbauern übernommen. |

## Brückenköpfe
Das Kastell war Teil eines Befestigungssystems, zu dem auch ein rechtsrheinischer Ländeburgus und ein etwas kleinerer Burgus auf einer Rheininsel zählten. Eine feste Brückenverbindung zwischen den einzelnen Befestigungen hat wohl zu keiner Zeit bestanden, allenfalls war der Flussübergang nur auf einer provisorischen Schiffsbrücke möglich. Ihre letzten Überreste wurden zwischen 1866 und 1891 als Schifffahrtshindernis bzw. im Zuge der Rheinregulierung gesprengt.

## Verlauf des Donau-Iller-Rhein-Limes von Kastell Altrip bis zum Legionslager Straßburg („Argentoratum“)
Aufzählung erfolgt von Nord nach Süd 
| Name                             | Beschreibung/Zustand |
| -------------------------------- | --- |

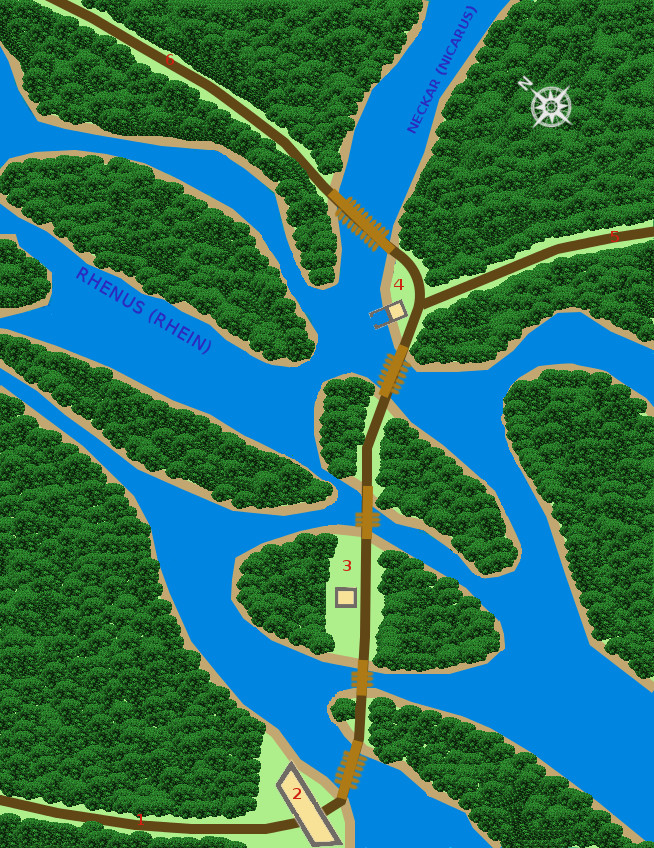
Der Rheinübergang bei Altrip im 4. Jahrhundert n. Chr. nach Wieczorek (1995).
1. Straße nach Mainz-Speyer,
2. Kastell Alta Ripa,
3. Inselburgus,
4. Ländeburgus Mannheim-Neckarau,
5. Straße nach Ladenburg,
6. Straße zur Römersiedlung Mannheim-Neckarau-Niderfeld

| Ländeburgus Mannheim-Neckarau    | Seine Reste waren seit 1357 in der örtlichen Bevölkerung als die „Klostermauern“ bekannt. Die Befestigung bestand aus einem 21,5 × 17 Meter messenden, mehrstöckigen und quadratischen Kernwerk mit bis zu drei Meter dicken Mauern, das an beiden Seiten mit nach Südwesten abgewinkelten Flügelmauern bewehrt war, die bis in das Rheinbett reichten. Die Fundamente saßen auf einen Holzrahmen aus Kanthölzern und einer Schicht Flussgeröll auf. Die zusätzlich mit vier kleinen Ecktürmen verstärkten Flügelmauern riegelten zwischen Burgus und Fluss ein 170 Quadratmeter großes Hafenbecken ab, in dem die Schiffe der Classis Germanica (Rheinflotte), vor Überfällen und der Strömung gut geschützt, anlegen konnten. |
| Burgus Altrip                    | Der Burgus lag ursprünglich auf halber Strecke zwischen Altrip und Neckarau auf einer Flussinsel und bestand aus einem rechteckigen Kernwerk, das vermutlich noch zusätzlich von einer Mauer umgeben war. Von ihm sind heute keine Spuren mehr vorhanden, da er seit der Änderung des Flusslaufes im Jahre 1609 vom Rhein komplett überspült ist. Die Überreste wurden im 19. Jahrhundert vermessen und dann im Zuge der Rheinregulierung gesprengt. |
| Kastell Speyer                   | Die flächenmäßig sehr ausgedehnte Befestigungsanlage ist nur in Ansätzen erforscht. Vermutlich wurde sie im frühen 5. Jahrhundert n. Chr. (406–407) aufgegeben. |
| Kastell Germersheim (Vico Iulio) | Vermutlich Standort eines spätantiken Kastells, das bis ins 4. Jahrhundert n. Chr. bestanden haben könnte. |
| Kastell Rheinzabern              | Vermutlich Standort eines spätantiken Kastells. |
| Legionslager Argentoratum        | → Hauptartikel : Argentoratum |

## Denkmalschutz
Seit 1959 ist dieses Bodendenkmal als eingetragenes Kulturdenkmal im Sinne des Denkmalschutzgesetz des Landes Rheinland-Pfalz geschützt. Nachforschungen und gezieltes Sammeln von Funden sind genehmigungspflichtig, Zufallsfunde an die Denkmalbehörden zu melden.

## Hinweis
Seit Mai 2014 sind am früheren Standort des Kastells in einer kleinen Informationsstätte zwei Portikusspolien, ein Pilaster und das Fragment einer geschuppten Jupitergigantensäule aus dem Kastell aufgestellt und durch Tafeln erläutert.